# Jean d'Estampes de Valençay
Jean d’Estampes-Valençay (né le 7 juillet 1595 à Tours, mort le 4 avril 1671 à Paris, ou 4 février, à 77 ans, inhumé d'abord au couvent Sainte-Catherine-du-Val-des-Écoliers puis en l’église Saint-Louis-des-Jésuites), 
Appelé l’abbé d’Estampes (encore en 1630), comme abbé commendataire de l'abbaye de Barzelles, près de Valençay (jusque vers 1637), puis, le marquis d'Estampes (dès mai 1638, pour son ambassade en Hollande, et jusqu’à sa mort).

## Origines
Plus jeune fils de Jean d’Estampes (mai 1548 + 1620), seigneur de Valençay, et de Sarah d’Applaincourt, dame d’Applaincourt, en Picardie. 
Frère de Jacques, 1er marquis de Valençay, chevalier du Saint-Esprit, de Mgr Léonor d'Estampes, archevêque-duc de Reims, et d'Achille, cardinal d'Estampes.  
Sa sœur Charlotte, marquise de Puysieux, l’appelait « mon frère le bâtard ».

## Carrière
- Conseiller au parlement de Paris, reçu le 24 mai 1619, 
- Intendant de justice, de police et des finances en Languedoc, en 1624 (cf. Gabriel Hanotaux),
- Maître des requêtes, le 27 février 1626, 
- Marié dans une famille de robe le 27 novembre 1627 à Paris, à Marie Gruel de Morville (vers 1600 + 11 mars 1656, Paris), dame de Morville, fille de Guillaume Gruel (+ octobre 1633, Pithiviers), baron de Courcy, seigneur de Morville, en Beauce, conseiller d'État, et de Marie Andras (+ 1645, Paris).
- Intendant de justice, de police et des finances à l’Armée d’Italie en 1629-1630, armée commandée par le maréchal de Schomberg ; choisit comme secrétaire en 1629 Dubuisson-Aubenay, qui demeurera à ses côtés jusqu'en 1638 ;
- Intendant de Tours du 5 juin 1630 (nomination) à la fin de 1635 ou au début de 1636 (son successeur prend ses fonctions en mars 1636),
- Commissaire du roi chargé de délimiter une nouvelle frontière avec le duché de Savoie, le 4 octobre 1631 (nomination), qualifié alors « conseiller d'Etat, président au grand conseil et Intendant de la justice et finances en l'armée de Sa Majesté au-delà des monts et ancien trésorier de France au Dauphiné » (Vieil, arch. de la Guerre, vol. 14, pièce 173.),
- Président au Grand Conseil, 
- Intendant de Rennes et commissaire du roi aux États de Bretagne en août-novembre 1636, 
- Ambassadeur chez les Grisons, c’est-à-dire en Suisse, en 1637,
- Ambassadeur en Hollande, en novembre 1637-1638, appelé le marquis d'Estampes, 
- Conseiller ordinaire du Roi en son Conseil d'État et privé en 1648,
- Commissaire du roi en Provence en 1649, envoyé pour y ramener le Parlement d'Aix dans ses devoirs,
- Témoin avec les conseillers André Le Fèvre d’Ormesson, Henry Auguste de Loménie, comte de Brienne, Estienne d’Aligre de Boislandry et Antoine Barillon de Morangis, d’un contrat d’échange de souveraineté entre le roi de France et le duc de Bouillon, prince de Sedan, le 20 mars 1651, à Paris. Qualifié « marquis d'Estampes, conseiller ordinaire du roy en ses Conseils et direction de ses finances ». 
- Conseiller d’honneur du Parlement de Paris, reçu le 17 juin 1654, avec son cousin le maréchal de la Ferté-Imbault ; deux des 14 conseillers d’honneur de cette cour appartiennent alors à la famille d’Estampes.
Le marquis d'Estampes était familier du Père Marin Mersenne, religieux minime.

## Famille
Marié le 27 novembre 1627 à Paris (Saint-Jean-en-Grève), à Marie (Le) Gruel de Morville (vers 1600 + 11 mars 1656, Paris), dame de Morville, fille de Guillaume (Le) Gruel (+ octobre 1633, Pithiviers), baron de Courcy, seigneur de Morville, en Beauce, conseiller d'État, et de Marie Andras (+ 1645, Paris). 
Elle était veuve sans postérité d’Alexandre Chauvelin (+ 1621, au retour du siège de Montauban), conseiller secrétaire du roi (avril 1607), contrôleur général de l’artillerie de France en 1618, alias trésorier général de l’artillerie de France.
Sœur cadette d’Anne Le Gruel de Morville (1592 + 1622), mariée 1/ à Jean Joly, conseiller au Parlement de Paris, et 2/ (contrat) le 28 juin 1605 à Robert Aubéry (1571 + 1657) seigneur puis marquis de Vatan (Lettres d’août 1650), seigneur de Rilport et de Brévannes, conseiller au Grand Conseil (1600), au parlement de Paris (1602), maître des requêtes 1609), Président au Grand Conseil (1612), Intendant en Bourbonnais et Auvergne (1616), Président à la Chambre des Comptes (1619), conseiller d’État (1629) et Directeur des Finances.
Il laissait deux filles à sa mort :
1/ Marie d’Estampes (vers 1631 + 13 décembre 1697, Paris, ou 1679?), mariée 1/ le 23 … 1648 à 1652, à Paris (Saint-Jean-en-Grève), à Philippe II de Béthune (novembre 1630 + 12 mars 1658, Paris), comte de Selles, fils aîné d’Hippolyte, 1er marquis de Chabris (neveu de Sully), SP ; 2/ le 14 février 1664, à Paris (Saint-Gervais), Jean-Baptiste Gaston Goth (octobre 1631 + juin 1690), marquis de Rouillac, seigneur du duché d'Epernon (1662), maréchal de camp (1652), grand sénéchal de Guyenne et lieutenant du roi dans cette province (décembre 1682) ; d’où une fille unique Elisabeth Régine (vers 1670 + septembre 1706, Paris), appelée la duchesse d’Epernon ; 
2/ Anne-Elisabeth d’Estampes (vers 1635-1650 + 1679), mariée le 22 novembre 1671 (ou 1672 ?), à Henri-Dominique d’Estampes-Valençay (vers 1645 + 1680), marquis de Fiennes, « le jeune marquis de Valençay », son neveu (fils aîné du marquis de Valençay, son cousin-germain).

## Sources
- Généalogies de la Maison d'Estampes (d'Hozier, Moreri, etc.) ;
- François Caillou, Une administration royale d'Ancien Régime, volume 1, 2005, 932 pages ;
- Journal des guerres civiles de Dubuisson-Aubenay, 1648-1652, volume 2, chez H. Champion, 1885 ;
- Gabriel Hanotaux, Premiers intendants des provinces (1550-1631), Champion, 1884, 387 pages ;
- Arthur Le Moyne de La Borderie, Barthélemy Pocquet, Histoire de Bretagne, volume 5, J. Floch, 1972.